# Jabłonowo Pomorskie
Jabłonowo Pomorskie là một thị trấn thuộc huyện Brodnicki, tỉnh Kujawsko-Pomorskie ở trung-bắc Ba Lan. Thị trấn có diện tích 3 km². Đến ngày 1 tháng 1 năm 2011, dân số của thị trấn là 3686 người và mật độ 1100 người/km².